# Tachydromia sabulosa
Tachydromia sabulosa är en tvåvingeart som beskrevs av Johann Wilhelm Meigen 1830. Tachydromia sabulosa ingår i släktet Tachydromia och familjen puckeldansflugor. Arten är reproducerande i Sverige. Inga underarter finns listade i Catalogue of Life.